# Ger Soepenberg
Gerrit-Jan "Ger" Soepenberg (Den Ham, 1 mei 1983 - aldaar 8 juli 2014) was een Nederlands wielrenner. Soepenberg overleed op 8 juli 2014 aan de gevolgen van een hartstilstand.

## Belangrijkste overwinningen
2004
- Omloop van de Alblasserwaard

2006
- De Drie Zustersteden

2007
- 1e etappe Ronde van Siam
- 6e etappe Ronde van Siam
- 3e etappe Ronde van León

2009
- 5e Ronde van Overijssel